# Neculai Ibănescu
Neculai Ibănescu (n. 2 iunie 1931, Stâncășeni, România – d. 24 noiembrie 2015) a fost un politician român, care a îndeplinit funcțiile de membru al C.C. al P.C.R. (23 noiembrie 1984 – 24 noiembrie 1989), membru supleant al Comitetului Politic Executiv al C.C. al P.C.R. (5 octombrie 1987 – 24 noiembrie 1989) și membru al Comisiei Centrale de Revizie (24 noiembrie - 22 decembrue 1989). A fost, de asemenea, viceprim-ministru al Guvernului (14 aprilie 1987 - 17 martie 1989).
A îndeplinit și alte funcții de conducere în cadrul Partidului Comunist Român: secretar al Comitetului executiv al Sfatului popular raional Iași (1959–1966), președinte al Comitetului executiv al Consiliului popular raional Iași (1966–febr. 1968), prim-vicepreședinte al Comitetului executiv al Consiliului popular al județului Iași (4 februarie 1977 – 11 iulie 1986), prim-secretar al Comitetului județean de partid și președinte al Comitetului executiv al Consiliului popular al județului Iași (11 iulie 1986 – 14 aprilie 1987).

## Distincții
- Ordinul Muncii clasa a III-a (4 aprilie 1962) „pentru merite deosebite în munca de colectivizare a agriculturii și întărirea economico-organizatorică a gospodăriilor agricole colective”[1]
- Ordinul Muncii clasa a III-a (25 decembrie 1967) „pentru merite deosebite în opera de construire a socialismului, cu prilejul celei de-a XX-a aniversări a proclamării Republicii”[2]